# 오스트레일리아 영화 텔레비전 예술 아카데미
오스트레일리아 영화 텔레비전 예술 아카데미(영어: Australian Academy of Cinema and Television Arts
, AACTA)는 오스트레일리아의 영화 및 텔레비전 전문가 단체이다. 아카데미의 목표는 "오스트레일리아의 영화 및 텔레비전 분야에서 가장 위대한 성과를 파악하고, 시상하고, 홍보하고, 기념하는 것"이다.
오스트레일리아 영화 협회(AFI)의 지원을 받아 2011년 8월에 설립되었으며, 산업 참여 부문 역할을 하고 오스트레일리아 장편 영화, 텔레비전, 다큐멘터리 및 단편 영화의 업적을 기리는 AACTA 어워드(이전에는 오스트레일리아 영화 협회 어워드, AFI 어워드라고도 함)를 운영한다.
회원은 배우, 감독, 프로듀서, 작가 등 다양한 직군을 대표하는 15개 조합으로 구성되어 있으며, 아카데미 회장과 명예 이사회가 감독한다. 오스트레일리아 배우 제프리 러시가 2011년부터 2017년까지 초대 회장을 역임했으며, 2012년 1월에 초대 AACTA 어워드를 주최했다.

## 배경
오스트레일리아 영화 텔레비전 예술 아카데미(AACTA)는 "오스트레일리아 영화 및 텔레비전 분야에서 가장 위대한 성과를 파악하고, 시상하고, 홍보하고, 기념하는 것"을 목표로 하는 비영리 회원제 조직이다. 오스트레일리아에서 활발한 영화 문화를 발전시키고 일반 대중과 오스트레일리아 영화 산업 간의 교류를 촉진하기 위해 1958년에 설립된 비영리 조직인 오스트레일리아 영화 협회(AFI)의 자회사이다. AFI는 또한 2011년까지 오스트레일리아의 장편 영화, 텔레비전, 다큐멘터리 및 단편 영화 분야의 전문가에게 상을 수여했던 오스트레일리아 영화 협회 어워드(더 일반적으로 AFI 어워드로 알려져 있음)를 운영하는 책임도 맡았다. AFI, 그리고 오스트레일리아의 주 및 연방 정부로부터 자금을 지원받는다.
2011년 6월, AFI는 "오스트레일리아 아카데미" 설립을 제안했다. 제안된 아카데미의 목표는 오스트레일리아와 해외에서 오스트레일리아 영화 및 텔레비전의 위상을 높이고, 영화 예술 과학 아카데미(AMPAS) 또는 영국 영화 텔레비전 예술 아카데미(BAFTA)와 같은 해외 영화 단체에서 사용되는 방법을 모방하여 재능을 보상하는 방식을 변경하는 것이었다. 투표 시스템은 배우, 감독, 프로듀서 및 작가를 포함한 산업 조합 및 조직의 전문가들로 구성된 15개 챕터를 관리할 "명예 이사회"의 설립을 통해 변경될 것이라고 명시되었다. 또한 아카데미가 AFI를 대체하지 않을 것이며, AFI 어워드의 이전 수상자들이 "[...] '오스트레일리아 아카데미'의 창립 유산을 구성할 것"이라고 명시되었다. 제안 발표가 이루어지자 AFI는 2011년 6월 한 달 동안 대중과 스크린 산업 구성원들이 제안된 변경 사항에 대한 피드백을 제공하는 협의 단계에 들어갔다. 발표에 대해 AFI의 CEO인 데미안 트레웰라는 "업계와 소통하는 더 나은 방법은 우리의 전문 회원 구조를 개선하려고 노력하는 것이라고 생각했다[...] AFI가 일을 처리하는 방식에 비해 상당히 개선된 점이다."라고 말했다.
협의 기간이 끝난 지 몇 주 후인 7월 20일, AFI는 제안된 변경 사항과 오스트레일리아 아카데미를 진행할 것이라고 발표했다. 발표 시기에 대해 트레웰라는 "우리가 받은 압도적인 산업 지원을 바탕으로, 우리는 이제 올바른 방향으로 나아가고 있으며, 따라서 아카데미의 초기 단계를 빠르게 확립할 수 있다고 확신한다."라고 말했다. 2011년 8월 18일, AFI는 시드니 오페라 하우스에서 열린 특별 행사에서 아카데미의 명칭을 오스트레일리아 영화 텔레비전 예술 아카데미(AACTA)로 하고, 첫 시상식의 명칭을 AACTA 어워드로 변경하되, 연례 AFI 어워드의 연속성을 유지할 것이라고 발표했다. 이 행사에서는 첫 시상식의 회장이 제프리 러시가 될 것이라는 사실도 알려졌다. 그날 밤에는 오스트레일리아 조각가 론 곰복이 제작한 새로운 금색 조각상이 공개되었는데, 이는 "남십자성 별자리의 모양을 기반으로 한 인간 실루엣"을 묘사한다.

## 구조
1,500명에서 2,000명 사이의 회원을 보유한 아카데미는 15개의 챕터로 구성되어 있으며, 각 챕터는 장편 영화, 텔레비전, 다큐멘터리 및 단편 영화 분야의 다른 전문 영역을 대표한다. 아카데미 회장과 명예 이사회가 감독한다. 명예 이사회의 역할은 아카데미가 전문가들에게 보상하는 방식에 대한 정책과 전략을 결정하는 것이다. 챕터는 다음과 같다.
- 배우
- 애니메이션
- 촬영 감독
- 작곡가
- 의상 디자이너
- 감독
- 편집자
- 경영진
- 헤어 및 메이크업 아티스트
- 미디어 및 홍보
- 프로듀서
- 프로덕션 디자이너
- 각본가
- 음향
- 시각 및 특수 효과

### 경영진
- 러셀 크로 – 회장
- 니콜 키드먼 – 부회장
- 조지 밀러 – 후원자
- 케이트 블란쳇 – 홍보대사
- 잭 크리스천 – 의장

출처:

### 명예 이사
- 스튜어트 비티, 2011년–현재
- 잔 채프먼, 2011년–현재
- 조나단 치식, 2011년–현재
- 애비 코니시, 2011년–현재
- 롤프 드 히어, 2011년–현재
- 엘리자베스 드레이크, 2011년–현재
- 애덤 엘리엇, 2011년–현재
- 앤터니 I. 기낸[19]
- 니키 굴리, 2011년–현재[20]
- 이안 그레이시, 2011년–현재
- 데이비드 허시펠더, 2011년–현재
- 제시카 홉스, 2011년–현재[21]
- 카피 아일랜드, 2011년–현재
- 피터 제임스 ACS ASC, 2011년–현재
- 클로디아 카번, 2011년–현재
- 아프로디테 콘도스, 2011년–현재
- 앤드류 메이슨, 2011년–현재
- 데버러 메일맨, 2011년–현재
- 토니 머태그, 2011년–현재
- 앤터니 파토스, 2011년–현재
- 잔 사르디, 2011년–현재
- 프레드 셰피시, 2011년–현재
- 에밀 셔먼, 2011년–현재
- 잭 톰슨, 2011년–현재

## 행사

### 영화 축제
오스트레일리아 영화 협회와 협력하여 개최되는 영화 축제는 AACTA 어워드 경쟁작을 선보이며, 첫 축제는 2011년 10월부터 11월까지 시드니와 멜버른에서 개최되었다. 이 축제는 오스트레일리아 영화 시상 시즌의 시작을 알리며, 아카데미 회원들은 모든 부문에서 영화에 대한 투표를 시작할 수 있고, 협회 회원들은 최우수 단편 애니메이션, 최우수 단편 극영화 및 회원 선택상에만 투표한다.

### 시상식
AACTA 어워드는 이전의 오스트레일리아 영화 협회 어워드를 대체했지만, 과거 시상식의 연속성을 유지한다. 이 상은 1958년 오스트레일리아 영화 협회에 의해 (오스트레일리아 영화 어워드로) 멜버른 국제 영화제의 일환으로 처음 제정되었으며, 1972년까지 이어졌다. 1969년 이전에는 오스트레일리아에서 제작된 장편 영화가 부족하여 비장편 영화에 상이 수여되었다. 1976년에는 경쟁 영화상이 제정되었고, 1987년에는 텔레비전 상이 도입되었다. 시상식은 보통 매년 말 멜버른에서 개최되었지만, 아카데미 발표 이전에 AFI는 국제 영화 시상 시즌과 맞추기 위해 2012년 1월 시드니 오페라 하우스에서 시상식을 개최할 것이라고 발표했다. 시상식은 두 가지 행사로 나뉘어 진행된다: AACTA 어워드 오찬은 비장편 및 단편 영화, 영화 제작, 드라마 관련이 아닌 텔레비전 프로그램, 그리고 레이몬드 롱포드 어워드에 대한 찬사가 수여되는 블랙타이 행사이며, AACTA 어워드 시상식은 더 큰 장소에서 다른 모든 부문의 상을 수여하고 텔레비전으로 방송된다. 또한, 해외 영화의 업적에 대한 상은 2012년 로스앤젤레스에서 AACTA 국제 어워드에서 한 번 수여되었다.

## 같이 보기
- 오스트레일리아 영화